# Джеймисон, Кэтлин
Кэтлин Холл Джеймисон (Джемисон) (англ. Kathleen Hall Jamieson; род. 24 ноября 1946, Миннеаполис, Миннесота) — американский учёный, специалист в области политической и научной коммуникации.
Доктор философии (1972), именной профессор Пенсильванского университета и директор его Annenberg Public Policy Center, член Американского философского общества (1997) и НАН США (2020). Являлась советником Конгресса и Белого дома. Удостоена Public Welfare Medal (2020), наиболее престижной награды НАН США. Соучредитель FactCheck.org, пионер в движении факт-чекинга.

## Биография
Окончила Marquette University (бакалавр), в Висконсинском университете в Мадисоне получила степени магистра и доктора философии (1972) коммуникационных искусств, преподавала в Мэрилендском (1971—1986, ассистент-, ассоциированный, полный профессор) и Техасском (1986—1989, именной регент-профессор и завкафедрой) университетах до поступления в штат Пенсильванского университета в 1989 году, где ныне именной директор (Walter and Leonore Annenberg Director) Annenberg Public Policy Center (APPC) и именной профессор (Elizabeth Ware Packard Professor) коммуникации Annenberg School for Communication, являлась деканом последней (в 1989—2003); учредила APPC в 1993 году, а в 2003 году стала соучредительницей FactCheck.org — от APPC.
В 2017 году фелло Shorenstein Center on Media, Politics and Public Policy.
Феллоу Американской академии искусств и наук, American Academy of Political and Social Science, президентом которой являлась, International Communication Association, AAAS (2021).
Отмечена Henry Allen Moe Prize Американского философского общества (2016) и Everett M. Rogers Award (2018).

## Публикации
Автор или соавтор 16 книг.
- Dirty Politics: Deception, Distraction and Democracy
- Packaging the Presidency — за которую отмечена Speech Communication Association’s Golden Anniversary Book Award
- Eloquence in an Electronic Age — отмечена Winans-Wichelns Book Award
- Spiral of Cynicism: Press and Public Good (with J. Cappella)
- Echo Chamber: Rush Limbaugh and the Conservative Media Establishment
- Кибервойна: как русские хакеры и тролли помогли избрать президента (англ. How Russian Hackers and Trolls Helped Elect a President, Oxford University Press, 2018, ISBN 978-0-19-091581-0; 2-е издание ожидалось весной 2020 года) — отмечена R.R. Hawkins Award[англ.] (2019), а также Roderick P. Hart Outstanding Book Award (2019) и PROSE Award of Excellence in the Social Sciences (2019)[14]

Соредактор The Oxford Handbook of Political Communication и The Oxford Handbook of the Science of Science Communication (2017).
В своей книге Cyberwar (2018) она утверждает, что русские помогли избрать Трампа президентом.

## Цитаты
- Пока наука и ученые сохраняют свою приверженность нормам прозрачности и самокритики, наука будет оставаться нашим самым надежным источником знаний и инноваций (As long as science and scientists retain their commitment to the norms of transparency and self-critique, science will remain our most reliable source of knowledge and innovation.) .